# 臼杵郡
臼杵郡（日语：／ Usuki gun */?）是過去位于日本宮崎縣的一個郡；已於1884年被分割為東臼杵郡和西臼杵郡兩郡。
過去的轄區包含現在的東臼杵郡、西臼杵郡、延岡市和日向市的部分地區。

## 歷史
過去是屬於日向國的郡，在廢藩置縣後，先後曾經隸屬美美津縣→宮崎縣→鹿兒島縣→宮崎縣。